# Троллейбусная линия Тирасполь — Бендеры
Троллейбусная линия «Тирасполь — Бендеры» — маршрут троллейбуса между столицей Приднестровья Тирасполем и вторым по величине приднестровским городом Бендеры.
Маршрут положил начало троллейбусному движению в Бендерах и обслуживается троллейбусными парками обоих городов.

## Маршрут

### Маршрут по г. Бендеры
- Автовокзал (действует только при следовании из Тирасполя)
- Поликлиника (ул. Лазо) — конечная
- Пляж — по требованию

### Маршрут по с. Парканы
- Парканы-1 (Арка)
- Парканы-2 (ОБРОН «Днестр»)
- Дачная — по требованию
- Ресторан «Фоишор» (Терновка)

### Маршрут по г. Тирасполю
- Спортивный комплекс «Шериф» — по требованию
- Совхоз-техникум им. Фрунзе
- Ул. Мечникова
- Школа № 14
- Бородинский район
- Медицинский колледж им. Тарасевича
- Центральный рынок
- Ул. Карла Либкнехта
- Завод КВИНТ
- Республиканский стадион
- Лучевой проезд
- Театральная площадь — конечная
- Ул. 25 Октября
- Площадь Суворова
- Ул. Правды
- Бородинская площадь
- Школа № 14
- Ул. Мечникова
- Совхоз-техникум им. Фрунзе
- Спортивный комплекс «Шериф»

С 12 июня 2012 года маршрут № 19 продлён по Тирасполю до остановки «Театральная площадь» по просьбе многочисленных бендерских студентов и преподавателей Приднестровского государственного университета, которые таким образом смогут без дополнительных пересадок добираться до ВУЗа.

## История
Первый троллейбус в Бендеры отправился 19 июня 1993 года, спустя ровно год после начала вооружённого конфликта и получил номер «10», в соответствии с нумерацией троллейбусных маршрутов Тирасполя. Однако, вскоре по просьбе горожан маршруту присвоили номер «19» — в память о событиях 1992 года.

## Оплата проезда
С 1 января 2012 года стоимость проезда по Указу Президента была увеличена до 2 рублей 50 копеек на маршруте № 19 на всём его протяжении. 
Однако, 10 мая 2022 года цену подняли до 3,00 рублей, а с 1 января 2024 планируется поднять цену до 3,50 рублей ПМР.

## Галерея
- АКСМ-420 на маршруте №19
- АКСМ-321 на маршруте №19
- ЗиУ-9 на маршруте №19